# Божица Йелушич
Божица Йелушич (на хърватски: Božica Jelušić) е хърватска журналистка, поетеса и писателка на произведения в жанра лирика, детска литература, пътепис и биография.

## Биография и творчество
Божица Йелушич е родена на 16 декември 1951 г. в Питомача, Хърватия, Югославия.
Завършва с бакалъвърска степен хърватска и английска филология във Философския факултет на Загребския университет. Следва в учителски колеж. Работи на различни работни места в областта на културата и образованието. До пенсионирането си през 2005 г. работи като учител в гимназията в Джурджевац.
От 1969 г. публикува свои произведения в пресата, и участва в предавания по радиото и телевизията.
Първата ѝ книга, стихосбирката „Riječ kao lijepo stablo“ (Дума като красиво дърво), е издадена през 1973 г. Книгата получава наградата „Седем секретари на SKOJ“ за дебют.
Като стипендиант за литературна работа на Фулбрайт, тя пребивава през 1988 г. във Вашингтонския университет, Сиатъл. По този повод тя публикува книгата с пътеписи „Okrhak kontinenta“ през същата година. Прави преводи на поезия от английски и немски (Йейтс, Фрост, Плат).
Първият ѝ роман „Čišćenje Globusa“ (Почистване на глобуса) е издаден през 2012 г. Романът получава наградата „Матица Хърватска“.
Пише в различни литературни жанрове. Публикувала е над 30 свои произведения (поезия, проза, пътеписи, критика, есета, художествени монографии и студии, поезия и проза за деца, диалектни текстове). Постига най-големия си успех в областта на диалектната поезия, като пише своеобразен „свекайкавски синтез“ и разширява изразителните възможности на кайкавския литературен език до съвременен литературен израз.
Творчеството ѝ е представена в около четиридесет антологии на хърватски и чужди езици, както и в училищни учебници и учебници за всички класове за осемгодишното обучение. Тя е постоянен сътрудник на Хърватския парламент на културата, като селекционер и ръководител на литературни работилници. Член на Дружеството на хърватските писатели от 1974 г.
Участва с организирането на около 250 изложби в Хърватия и Босна и Херцеговина, с известни хърватски художници и скулптори. Занимава се с екология (основателка е на екодружеството „Джурджевац“), социална и политическа работа, а и журналистика.
Носителка на престижни награди и стипендии за своята литературн дейност, включително награда „Галович“, награда „Маслинен венец“, награда „Страстно наследство“ за духовна поезия, награда „Голоб“, двадесет награди за творчество кайкавски езис и осем награди за най-добър хърватски пътепис, и др. През 2019 г. получава наградата „Тин Уевич“ за стихосбирката „Kotačev slavopoj“ (Песента на колелата).
Божица Йелушич живее в Джурджевац.

## Произведения

### Поезия
- Riječ kao lijepo stablo (1973)
- Golubica i pepeo (1974)
- Čekaonica drugog razreda (1979)
- Kopernikovo poglavlje (1983)
- Meštri, meštrije (1985) – на кайкавски литературен език
- Belladonna, mapa s grafikama Gordane Špoljar (1988)
- Jezuši (1993) – на кайкавски литературен език
- Zemljovid (1990)
- Zimzelen (1993) – избрана поезия
- Svjetlokrug godine (1994) – с офорти на Иван Лачкович Кроата
- Po mjeri cvijeta, listići iz ekološke bilježnice (1995)
- Nočna steza (1997) – избрана поезия на кайкавски литературен език
- Stolisnik (2000)
- Slovostaj (2002) – сборник
- Rukavica soneta (2005)
- Libela i druge pjesme (2006)
- Pogled stablu, priče i pjesme o drveću (2007)
- Štorga (2007)
- Flauta u inju (2008) – избрана поезия
- Arielirika (2011) – избрана поезия
- Slikopisanka mala (2011)
- Petoknjižje (сборник), съдържа: Ftič kesnokrič (2016) – поезия; Zelena zemlja (2016) – поезия; Sabrana bjelina (2016) – поезия; Perom i kistom (2016) – избрани есета; Sjeverna strana i drugi puti (2016) – избрани пътеписи
- Kanat & kesnokrič (2016) – избрана поезия
- Skok u dalj (2016)
- Kotačev slavopoj (2018) – награда „Тин Уевич“
- Murski tolmuni (2019) – със Златко Кралич
- Gastrolatrija (2020) – избрана поезия

Самостоятелни романи
Čišćenje Globusa (2012)

### Детска литература
- Zmaj od papira (1992) – поезия за деца
- Bakomat (2001) – книжка с картинки
- Priča o jabukovu oblaku (2008) – книжка с картинки
- Ljestve od svile (2010) – поезия за деца
- Legenda o picokima (2017) – книжка с картинки
- Pjesko, pješčani dječak (2019) – книжка с картинки

### Други
- Herz desetka (1985) – есета
- Okrhak kontinenta (1988) – пътеписи
- Ivan Lacković Croata (l997) – монография за художника Иван Лачкович Кроата
- Mirko Horvat (1996) – монография за историческия военачалник Марко Хорват Станчич
- Znak na zemlji – slikarstvo i kiparstvo Podravine (1996) – есета
- Album Tomerlin (1998) – монография
- Podravina i Prigorje (2001) – монография
- Pero Topljak Petrina (1999) – монография
- Pisanje u vjetar (2003) – сборник с журналистически колони
- Nada Švegović-Budaj (2004) – монография за художничката
- Stjepan Ivanišević (2011) – монография за политика Степан Иванишевич
- Život kao knjiga (2014) – интервю с Младен Павкович
- Hod ispod velikog oblaka (2016) – монография за писателя Иван Андрашич
- Sredinom mojih dana (2018) – сборник с мисли
- Dravom i Podravljem (2019)